# سبنسر توماس
سبنسر توماس (بالإنجليزية: Spencer Thomas)‏ هو لاعب كرة قدم أمريكية أمريكي، ولد في 9 مارس 1951 في كانساس سيتي في الولايات المتحدة.

## وصلات خارجية
- سبنسر توماس على موقع مرجع كرة القدم المحترفة.كوم (الإنجليزية)